# Santa Eufemia (kommunhuvudort)
Santa Eufemia är en kommunhuvudort i Spanien.   Den ligger i provinsen Province of Córdoba och regionen Andalusien, i den centrala delen av landet, 230 km sydväst om huvudstaden Madrid. Santa Eufemia ligger 562 meter över havet och antalet invånare är 1 015.
Terrängen runt Santa Eufemia är platt åt sydost, men åt nordväst är den kuperad. Santa Eufemia ligger uppe på en höjd. Runt Santa Eufemia är det mycket glesbefolkat, med 6 invånare per kvadratkilometer. Närmaste större samhälle är El Viso, 13,7 km söder om Santa Eufemia. Trakten runt Santa Eufemia består i huvudsak av gräsmarker.